# Elecciones generales de Lesoto de 1970
Las elecciones generales se llevaron a cabo en Lesoto el 27 de enero de 1970, siendo las primeras elecciones celebradas después de la independencia del país, y las últimas elecciones democráticas hasta 1993. El Partido Nacional Basoto, (BNP) hasta entonces gobernante con el primer ministro Leabua Jonathan, sufrió una aplastante derrota ante el Partido del Congreso de Basutolandia, (BCP) de Ntsu Mokhehle, que obtuvo mayoría absoluta con 36 de los 60 escaños de la Asamblea Nacional.
Sin embargo, tras el anuncio de los resultados, Jonathan se negó a entregarle el cargo al primer ministro electo, perpetuó un Autogolpe de Estado, suspendió la constitución y se convirtió en dictador, manteniéndose en el cargo hasta su derrocamiento por el general Metsing Lekhanya en 1986. El entonces Rey de Lesoto Moshoeshoe II mostró rechazo público a las acciones inconstitucionales de Jonathan, lo que le valió el exilio del país. Lesoto no volvería a tener un régimen democrático hasta las elecciones de 1993, en las cuales el BCP obtuvo nuevamente una fuerte victoria.

## Resultados
| Partido                              | Votos   | %    | Escaños | +/–   |
| ------------------------------------ | ------- | ---- | ------- | ----- |
| Partido del Congreso de Basutolandia | 151.883 | 49.8 | 36      | +11   |
| Partido Nacional Basoto              | 104.537 | 42.2 | 23      | –8    |
| Partido de la Libertad Marematlou    | 12.666  | 7.3  | 1       | –3    |
| Partido Democrático Unido            | 668     | 0.2  | 0       | Nuevo |
| Independientes                       | 861     | 0.3  | 0       | 0     |
| Votos en blanco/anulados             | 6.435   | –    | –       | –     |
| Total                                | 305.033 | 100  | 60      | 0     |
| Fuente: Nohlen et al.                |         |      |         |       |